# Daniël Stalpaert

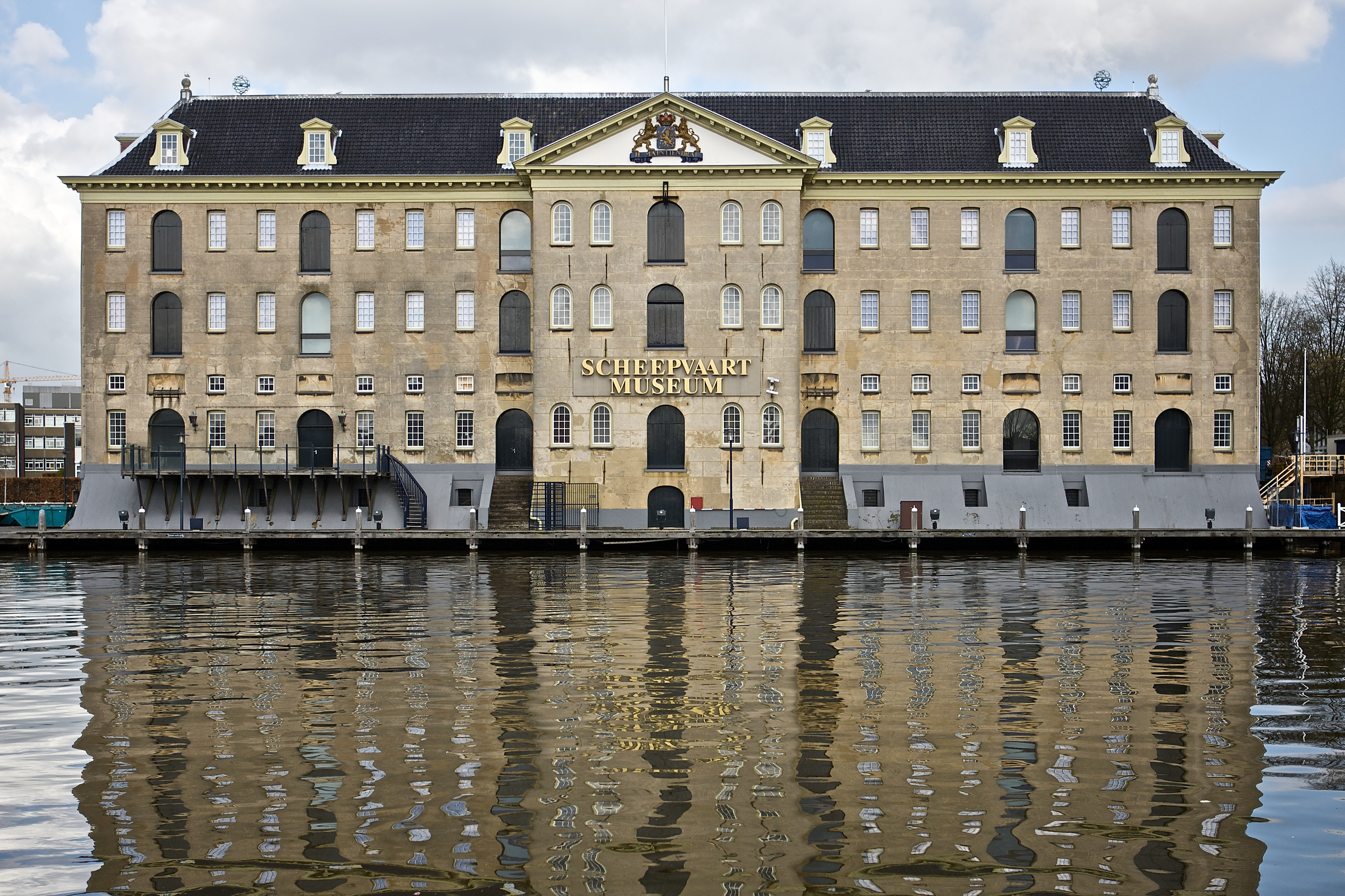
El Museo Marítimo Holandés, 1656

Daniël Stalpaert o Daniel Stalpert (1615, Ámsterdam – enterrado el 3 de diciembre de 1676, en Ámsterdam), fue un arquitecto, pintor, carpintero, grabador y dibujante neerlandés. Fue el primer arquitecto urbano de Ámsterdam, un cargo que no se volvería a ocupar hasta 70 años después de su muerte.  Se le recuerda principalmente por sus contribuciones al nuevo ayuntamiento de Ámsterdam, ahora Palacio Real.

## Vida
Stalpaert nació en Amsterdam, hijo de Pieter Stalpaert y Maeyken de Walperghe. Su padre era un paisajista flamenco nacido en Bruselas que había emigrado con sus padres a la República Holandesa, probablemente por motivos religiosos. Su padre se había convertido en poorter (ciudadano) de Ámsterdam en 1609.Su madre nació en Amberes y fue la segunda esposa de su padre.

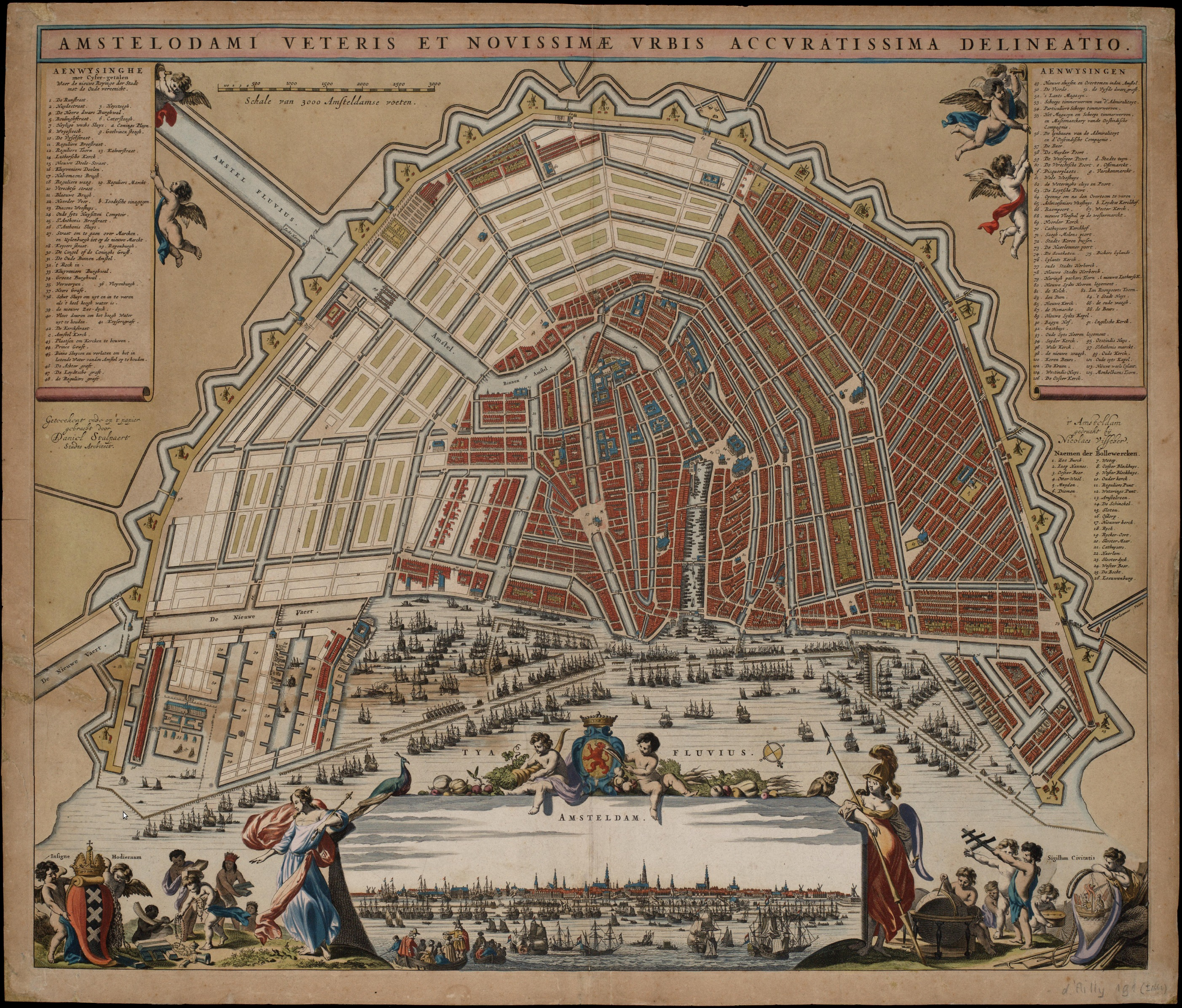
Mapa de Ámsterdam con la Nueva Ampliación diseñada por Stalpaert

Se formó inicialmente como pintor con su padre. Anuncia su boda con Margrieta Francen el 26 de julio de 1639. El acta de su boda indica que Daniël Stalpaert tenía entonces 24 años y era pintor. El documento indica además que vivía con su madre y su tío Abraham de Walperge en el Conninxgrach (ahora llamado Singel). Del matrimonio nació una hija y su esposa falleció al año siguiente. 
En 1645 volvió a casarse. Su segunda esposa, Machtelt Lodders, era viuda de un comerciante de madera. Este matrimonio no tendría hijos. Su profesión en el momento de la boda figura como corredor de bolsa, presumiblemente de acciones. Probablemente se hizo cargo del negocio maderero de su esposa. 

## Obra arquitectónica
Fue nombrado arquitecto municipal el 29 de octubre de 1648, con efecto retroactivo desde el 1 de agosto. Su salario anual se fijó en 1.600 florines, una cantidad considerable en aquella época. No está claro por qué Stalpaert fue nombrado de repente arquitecto municipal por el ayuntamiento de Ámsterdam, ya que probablemente nunca antes había diseñado un edificio. Se cree que consiguió el puesto gracias a la red de personas influyentes que conoció en su negocio maderero. Parte de su trabajo consistía en supervisar la construcción del Ayuntamiento de la plaza Dam de Ámsterdam, que comenzó al año siguiente de su nombramiento como arquitecto municipal. Colaboró con el albañil Willem de Keyser. El diseño del Ayuntamiento corrió a cargo de Jacob van Campen. Es probable que Stalpaert introdujera modificaciones en el diseño original de van Campen después de que éste renunciara al proyecto alegando un conflicto con sus colaboradores, entre los que presumiblemente se encontraba Stalpaert.
Stalpaert también desempeñó un papel importante en el plan de expansión urbana de la ciudad de Ámsterdam de 1663. Junto con el topógrafo de la ciudad Cornelis Danckerts, diseñó la Cuarta Ampliación de la Ciudad, también conocida como "Nueva Ampliación". Para aclarar sus planes, Stalpaert realizó varias copias de un "plano de demostración" de la nueva Ámsterdam. Es uno de los pocos documentos suyos que se conservan. 
Diseñó las puertas de la ciudad Leidsepoort, Weesperpoort y Utrechtsepoort en un austero estilo neoclásico. Stalpaert fue responsable del Lands Zeemagazijn (1656), el edificio que actualmente alberga la colección del Museo Marítimo Holandés. También diseñó la Sinagoga Portuguesa y la Oosterkerk en 1669-1671. 